# Episodi di Aqua Teen Hunger Force (undicesima stagione)

Immagine tratta dalla sigla dell'undicesima stagione di Aqua Teen Hunger Force.

L'undicesima stagione della serie animata Aqua Teen Hunger Force, intitolata Aqua Teen Hunger Force Forever, composta da 9 episodi, è stata trasmessa negli Stati Uniti, da Adult Swim, dal 21 giugno al 30 agosto 2015.
Durante la produzione della serie è stata scritta la sceneggiatura di un episodio mai prodotto intitolato Laser Cowboy, girato interamente in live action e con l'assenza dei protagonisti della serie. L'episodio è stato eliminato poiché Adult Swim ha pensato che "non avrebbe funzionato".
Il 25 aprile 2015, ad un panel di C2CE, Dave Willis ha annunciato la cancellazione della serie con l'undicesima stagione, affermando che non è stata una sua decisione terminarla. Willis e Matt Maiellaro hanno appreso la cancellazione della serie a metà produzione dell'ultima stagione. Willis ha menzionato su Reddit che il presidente di Adult Swim, Mike Lazzo, ha preso la decisione di terminare la serie poiché "era pronto a passare ad altro".
In Italia la stagione è inedita.
| nº | Codice di produzione | Titolo originale                                                        | Prima TV USA   |
| -- | -------------------- | ----------------------------------------------------------------------- | -------------- |
| 1  | 1301                 | Mouth Quest                                                             | 21 giugno 2015 |
| 2  | 1302                 | Brain Fairy                                                             | 28 giugno 2015 |
| 3  | 1303                 | The Hairy Bus                                                           | 12 luglio 2015 |
| 4  | 1304                 | Sweet C                                                                 | 19 luglio 2015 |
| 5  | 1305                 | Knapsack!                                                               | 26 luglio 2015 |
| 6  | 1306                 | Rabbit, Not Rabbot                                                      | 2 agosto 2015  |
| 7  | 1307                 | Hospice                                                                 | 16 agosto 2015 |
| 8  | 1308-1309            | The Last One Forever and Ever (For Real This Time) (We Fucking Mean It) | 23 agosto 2015 |
| 9  | 1310                 | The Greatest Story Ever Told                                            | 30 agosto 2015 |

## Mouth Quest
- Titolo originale: Mouth Quest
- Diretto da: Dave Willis, Matt Maiellaro e Craig Hartin
- Scritto da: Dave Willis e Matt Maiellaro

### Trama
Per via di un contratto, gli Aqua Teen sono obbligati a vendere carne essiccata della Honest Abe Lincoln's Hot Links. Quando la bocca di Meatwad scompare per qualche strana ragione, Jungle Cat Honest Abe, la mascotte del brand, costringe gli Aqua Teens a ritrovarla. Abe e gli Aqua Teen si dirigono a Rex, in Georgia, e combattono contro un pericoloso robot cristiano per cercare di recuperare la bocca mancante dalle grinfie di un animatore, esperto di stop motion, di nome Toby.
- Guest star: Justin Roiland (Jungle Cat Honest Abe), Andy Daly (Presbobot), Henry Zebrowski (Toby).
- Ascolti USA: telespettatori 819.000 – rating/share 18-49 anni[6].

## Brain Fairy
- Titolo originale: Brain Fairy
- Diretto da: Dave Willis e Matt Maiellaro
- Scritto da: Dave Willis e Matt Maiellaro

### Trama
Frullo sveglia Fritto chiedendo del cibo, tuttavia mentre Fritto va a cucinare, Frullo e Polpetta notano che si sta comportando in modo strano. Polpetta spacca il computer di Fritto pensando di trovare dei soldi al suo interno e più tardi trovano le istruzioni di Fritto su come installare il suo generatore di riserva. Nessuno dei due riesce a leggerlo, quindi vanno da Carl per farlo leggere a lui. I due collegano il generatore di riserva di Fritto quando notano che il suo gioiello è scomparso. Fritto si sveglia e ricorda un tale di nome Brain Fairy che lavora in un DMV. Frullo e Polpetta si dirigono al DMV per indagare. Una volta arrivati, Frullo e Polpetta fanno domanda per le patenti. Frullo è il primo a fare il test e rifiuta di donare organi, guidando male e provocando il caos. Frullo fallisce l'esame di guida mentre Polpetta accetta di essere un donatore di organi. Il trio torna a casa e decide di abbandonare l'auto, ma Fritto è ancora collegato mentre l'auto si allontana dal dirupo. Tornato a casa, Brain Fairy tenta di rubare il cervello di Polpetta, ma non trova nulla e viene arrestato da Fritto mentre Brain Fairy si arrampica su Frullo e tenta di rubargli il cervello. Improvvisamente, il padre della fata, Booger Fairy, giunge sul posto per dire a suo figlio che si vergogna di lui prima di offrirgli un lavoro di assistente nel suo impiego.
- Ascolti USA: telespettatori 891.000 – rating/share 18-49 anni[7].

## The Hairy Bus
- Titolo originale: The Hairy Bus
- Diretto da: Dave Willis e Matt Maiellaro
- Scritto da: Dave Willis e Matt Maiellaro

### Trama
Dopo aver rubato dei convertitori catalitici da alcune auto in un parcheggio, Polpetta e Carl trovano uno strano veicolo con su scritto The Hairy Bus. Quando Polpetta decide di usare la sega per tagliare il convertitore catalitico, da sotto il mezzo cade un vero e proprio intestino e scoprono che l'autobus è vivo. Per salvare la vita dell'autobus, Carl e Polpetta devono riuscire a rubare un altro intestino dal fratello gemello di Hairy Bus, Flesh Train.
- Guest star: Doug Stanhope (The Hairy Bus), Andy Daly (The Flesh Train).
- Ascolti USA: telespettatori 854.000 – rating/share 18-49 anni[8].

## Sweet C
- Titolo originale: Sweet C
- Diretto da: Dave Willis e Matt Maiellaro
- Scritto da: Dave Willis e Matt Maiellaro

### Trama
Fritto rimpicciola Carl per farlo entrare nel suo alveare e capire perché le api hanno smesso di produrre miele. Carl ignora il suo obiettivo e diventa invece un tiranno che comanda alle api adulatrici di eseguire i suoi ordini.
- Guest star: Kumail Nanjiani (api di Fritto), Betsy Sodaro (Ape Regina), Nick Gibbons (Drunk).
- Note: l'episodio era intitolato originariamente Lost Beekend.[9]
- Ascolti USA: telespettatori 1.101.000 – rating/share 18-49 anni.[10]

## Knapsack!
- Titolo originale: Knapsack!
- Diretto da: Dave Willis e Matt Maiellaro
- Scritto da: Dave Willis e Matt Maiellaro

### Trama
Polpetta inizia a frequentare delle cattive compagnie, una banda di tossicodipendenti da cocaina e pornoattori amatoriali dove è presente la nota attrice Jubilee. Fritto lotta contro il tempo per impedire a Polpetta di perdere la verginità in un film che stanno girando, mentre Carl e Frullo cercano di prendere il posto di Polpetta in una scena da ménage à trois.
- Guest star: Monica Rial (Jubilee), Brian Stack (Mappy the Map), Andrés du Bouchet (GPSy the GPS), Matt Stanton (Nappy the Knapsack).
- Ascolti USA: telespettatori 1.155.000 – rating/share 18-49 anni.[11]

## Rabbit, Not Rabbot
- Titolo originale: Rabbit, Not Rabbot
- Diretto da: Dave Willis e Matt Maiellaro
- Scritto da: Dave Willis e Matt Maiellaro

### Trama
Dopo un'assenza prolungata, Frullo ritorna alla sua umile dimora con una nuova voce e un coniglio inconscio. Quando viene rivelato che Frullo e il coniglio hanno subito uno scambio di corpi, Fritto, Polpetta e Carl tentano di sistemare le cose per mezzo di una minzione pubblica al locale Powerpuff Mall.
- Guest star: Greg Fitzsimmons (Randy), Matt Foster (Lionel), John DiMaggio (Dott. Zord).
- Ascolti USA: telespettatori 1.202.000 – rating/share 18-49 anni.[12]

## Hospice
- Titolo originale: Hospice
- Diretto da: Dave Willis e Matt Maiellaro
- Scritto da: Dave Willis e Matt Maiellaro

### Trama
Alla madre di Carl, Dolores Brutananadilewski, viene diagnosticato un cancro terminale al polmone, costringendo Carl a convertire la sua casa in un ospizio ad hoc. Carl affronta il suo dolore emotivo acquistando beni materiali, come un pacchetto pro football premium touchdown con la carta di credito di sua madre. Col dispiacere di Carl, Fritto scopre una cura non ortodossa per il cancro che salva la vita di Dolores ma la trasforma in un guerriero sudamericano che ha il totale controllo sui topi.
- Guest star: Eddie Pepitone (Dolores Brutananadilewski), Eugene Mirman (Gene Belcher).
- Ascolti USA: telespettatori 1.147.000 – rating/share 18-49 anni.[13]

## The Last One Forever and Ever (For Real This Time) (We Fucking Mean It)
- Titolo originale: The Last One Forever and Ever (For Real This Time) (We Fucking Mean It)
- Diretto da: Dave Willis e Matt Maiellaro
- Scritto da: Dave Willis e Matt Maiellaro

### Trama
Fritto crea un videogioco di realtà virtuale per addestrarsi ad una spedizione su un pianeta oceanico abitato da perniciosi molluschi bivalvi francofoni. Durante una conversazione al tavolo, Fritto rivela che sta morendo e che il pianeta oceanico Chlamydia è la chiave della sua salvezza. Quando Frullo scopre che anche la sua morte è imminente, compone una lista dei desideri. Frullo riceve del sostegno morale e dei dollari con Susan B Anthony da Carl, il quale si propone di appropriarsi indebitamente della fonte di energia di Fritto per il proprio guadagno finanziario. Alla fine, la ricerca per salvare le vite di Fritto e Frullo cade sulle spalle dell'umile Polpetta, che matura e impara il vero significato della famiglia.
- Guest star: Larry Murphy (Dominic), Dan Triandiflou, Max Willis (Hankwad), Sadie Willis (figlia di Polpetta), Patti Smith (cantante di Aqua Teen Dream).
- Ascolti USA: telespettatori 1.590.000 – rating/share 18-49 anni.[14]

## The Greatest Story Ever Told
- Titolo originale: The Greatest Story Ever Told
- Diretto da: Dave Willis e Matt Maiellaro
- Scritto da: Dave Willis e Matt Maiellaro

### Trama
Frullo e Polpetta stanno guardando in televisione un video del photobombing di Frullo del fine settimana precedente. Frullo spegne la televisione e annuncia di essere immortale. Quindi procede a tirare fuori un libro intitolato "The Bibble", a cui si riferisce come la Bibbia. Frullo si arrabbia quando Polpetta lo corregge per il suo errore e gli chiede di inginocchiarsi e pregare il vagabondo Jimmy, come parte della sua religione. Fritto entra nella stanza e mette in dubbio la religione di Frullo, il quale promette l'immortalità. Frullo afferma che Fritto non è idoneo per la sua religione e l'immortalità prima di lasciare la casa con Polpetta. Mentre Fritto è in piscina, Carl viene a interrogarlo. Carl prende il flacone dello shampoo di Fritto e legge l'etichetta spiegando che conferisce all'utente l'immortalità. Carl ruba la bottiglia a Fritto e si lava i capelli a casa sua contro i desideri di Fritto. Poco dopo, Christopher Lambert entra bruscamente in casa di Carl e spiega che Fritto, Carl e lui stesso sono tutti immortali. Per dimostrarlo, Lambert permette a Carl di decapitarlo in video. Dopo che Lambert è tornato in vita, i tre decidono di realizzare un video virale su Internet di se stessi che si suicidano ripetutamente in vari modi raccapriccianti. Nel frattempo, Frrullo e Polpetta sono visti in una chiesa insieme ad altri personaggi, come omaggio a L'ultima cena. Frullo è vestito da Gesù Cristo e sta recidendo i suoi organi e il sangue per consumarli. Fritto, Carl e Lambert entrano in chiesa e mostrano il loro video a Polpetta, spiegandogli che è reale. Frullo, in uno stato paranoico, ordina a tutti in chiesa di sparare a Fritto, Carl e Lambert. Tutti nella chiesa obbediscono ma non riescono a uccidere il trio immortale. Due poliziotti entrano in chiesa e sparano a morte a diverse persone, tra cui Frullo. Dopo la sparatoria, Fritto e Carl portano Lambert a vedere uno spettacolo di magia dell'incredibile Ron per alleviare la sua noia, che aveva espresso durante l'episodio. Durante la performance di Ron, uccide accidentalmente la sua assistente tagliandola a metà. Ron usa i suoi poteri per trasformare i testimoni tra il pubblico in uccelli, incluso Lambert. Durante il trambusto, i due agenti di polizia tornano e arrestano Fritto e Carl per l'omicidio di Lambert. 35 anni nel futuro, Polpetta sta visitando Fritto in prigione. Fritto spiega che Polpetta ha bisogno di rintracciare Lambert per far scagionare lui e Carl. Polpetta risponde tirando fuori un secchio di pollo fritto, cosa che infastidisce Fritto. Fritto afferma che Polpetta può usare lo shampoo rimanente per diventare lui stesso immortale.
Dopo i titoli di coda, gli Aqua Teens sono visti nel loro soggiorno con Carl mentre guardano l'episodio stesso in televisione. Frullo, Carl e Fritto esprimono ciascuno delusione per l'episodio. Polpetta suggerisce ottimisticamente di fare un'altra battuta negli ultimi secondi del programma, prima che finisca bruscamente.
- Guest star: Lavell Crawford (L'incredibile Ron).
- Ascolti USA: telespettatori 1.237.000 – rating/share 18-49 anni.[15]